# 布萊爾斯維爾縣區 (伊利諾伊州威廉森縣)
布萊爾斯維爾縣區（英語：Precincts (United States)）是位於美國伊利諾伊州威廉森縣的一個縣區。

## 地方資料
根據2010年美國人口普查的數據，布萊爾斯維爾縣區的面積為95.77平方千米，當中陸地面積為93.42平方千米，而水域面積為2.35平方千米。當地共有人口5897人，而人口密度為每平方千米61.57人。